# Ometepec (comune)
Ometepec è un comune del Messico, situato nello stato di Guerrero, il cui capoluogo è la città omonima.
La municipalità conta 67.641 abitanti (2015) e ha un'estensione di 609,35 km².
Il significato del nome in lingua nahuatl è luogo tra due colline.